# Holomelina laeta
Holomelina laeta là một loài bướm đêm thuộc phân họ Arctiinae, họ Erebidae.